# CD 마라톤
클루브 데포르티보 마라톤(스페인어: Club Deportivo Marathón)는 온두라스의 축구 클럽으로, 산페드로술라를 연고로 하고 있다. 현재 온두라스의 최상위 리그인 리가 나시오날에 참가하고 있다.

## 선수 명단

### 현역
참고: FIFA 자격 규정에 따라 소속된 국가대표팀 국기를 표시합니다. 선수는 복수의 FIFA 비회원국 국적을 가지고 있을 수 있습니다.
| 번호 | 포지션 | 국적   | 이름            |
| ---- | ------ | ------ | --------------- |
| 4    | DF     | 파나마 | 하비에르 리베라 |
| 23   | GK     | 파나마 | 세사르 사무디오 |

| 번호 | 포지션 | 국적 | 이름 |
| ---- | ------ | ---- | ---- |

## 역대 감독
| 감독            | 임기 |
| --------------- | ---- |
| 라몬 마라디아가 | 1993 |
| 라몬 마라디아가 | 2012 |

## 우승 경력
- 온두라스 리가 나시오날

● 우승 (9): 1979-80, 1985-86, 클라우수라 2002, 클라우수라 2003, 아페르투라 2004, 아페르투라 2007, 아페르투라 2008, 아페르투라 2009, 클라우수라 2018
● 준우승 (12): 1966-67, 1967-68, 1973-74, 1980-81, 1987-88, 아페르투라 2001, 클라우수라 2004, 클라우수라 2005, 아페르투라 2005, 클라우수라 2007, 클라우수라 2008, 클라우수라 2012
- 온두라스컵

● 우승 (2): 1994, 2017
● 준우승 (1): 1972
- 온두라스 수퍼컵

● 우승 (1): 2019
● 준우승 (1): 2017
- CONCACAF 컵위너스컵

● 3위 (1): 1995
틀:CD 마라톤 선수 명단
1. ↑  “Cinco equipos hondureños podrían no iniciar el Clausura 2018” (스페인어). El Grafico. 2018년 1월 3일. 2018년 1월 4일에 원본 문서에서 보존된 문서. 2020년 10월 11일에 확인함.